# 伊林厚志
伊林 厚志（いばやし あつし、1972年8月16日 - ）は、北海道旭川市出身の元プロ野球選手（投手）。左投左打。

## 来歴・人物
小学3年で野球を始め、中学時代には旭川中央シニアのエースとして全国大会に出場するも清原幸治に打たれて惜敗。
旭川竜谷高では、1990年の北北海道大会初戦の帯広農業高戦でノーヒットノーランを達成し、決勝まで進出するも中標津高に敗れ甲子園出場は果たせなかった。
1990年のプロ野球ドラフト会議でヤクルトスワローズから6位指名を受け入団。
プロ4年目の1994年に一軍登板を果たす。左の変則フォームからカーブ、シュート、フォークを投げ、ワンポイント中心で起用されるが、投球内容に安定を欠き、一軍定着できず膝に故障を負ったこともあり、1998年限りで現役を引退。
翌1999年より2010年まで横浜ベイスターズ・横浜DeNAベイスターズの打撃投手を務めていた。
入団当初の1991年 - 1992年には打撃投手として一軍に帯同することが多かった。

## 詳細情報

### 年度別投手成績
| 年 度     | 球 団     | 登 板 | 先 発 | 完 投 | 完 封 | 無 四 球 | 勝 利 | 敗 戦 | セ 丨 ブ | ホ 丨 ル ド | 勝 率 | 打 者 | 投 球 回 | 被 安 打 | 被 本 塁 打 | 与 四 球 | 敬 遠 | 与 死 球 | 奪 三 振 | 暴 投 | ボ 丨 ク | 失 点 | 自 責 点 | 防 御 率 | W H I P |
| --------- | --------- | ----- | ----- | ----- | ----- | -------- | ----- | ----- | -------- | ----------- | ----- | ----- | -------- | -------- | ----------- | -------- | ----- | -------- | -------- | ----- | -------- | ----- | -------- | -------- | ------- |
| 1994      | ヤクルト  | 28    | 0     | 0     | 0     | 0        | 0     | 2     | 0        | --          | .000  | 101   | 24.1     | 24       | 1           | 9        | 0     | 0        | 17       | 0     | 0        | 14    | 14       | 5.18     | 1.36    |
| 1995      | ヤクルト  | 3     | 0     | 0     | 0     | 0        | 0     | 0     | 0        | --          | ----  | 11    | 1.1      | 2        | 0           | 4        | 0     | 1        | 1        | 0     | 0        | 4     | 3        | 20.25    | 4.50    |
| 通算：2年 | 通算：2年 | 31    | 0     | 0     | 0     | 0        | 0     | 2     | 0        | --          | .000  | 112   | 25.2     | 26       | 1           | 13       | 0     | 1        | 18       | 0     | 0        | 18    | 17       | 5.96     | 1.52    |

### 記録
- 初登板：1994年4月30日、対横浜ベイスターズ5回戦（横浜スタジアム）、8回裏1死に2番手で救援登板、1/3回無失点
- 初奪三振：1994年5月15日、対阪神タイガース8回戦（阪神甲子園球場）、8回裏に古溝克之から

### 背番号
- 62 （1991年 - 1994年）
- 46 （1995年 - 1998年）
- 97 （1999年 - 2010年）